# Iglesia de San Blas (Burriana)
La iglesia de San Blas, conocida más popularmente como ermita de San Blas, es un lugar de culto católico situado en Burriana, provincia de Castellón, catalogado como Bien de Relevancia Local según la Disposición Adicional Quinta de la Ley 5/2007, de 9 de febrero, de la Generalidad Valenciana, de modificación de la Ley 4/1998, de 11 de junio, del Patrimonio Cultural Valenciano (DOCV Núm. 5.449 / 13/02/2007), con código 12.06.032-003.
Sito en la calle de San Blas, de Burriana, data de finales del siglo XIX, en concreto del año 1884.

## Historia
Tras la conquista de Burriana por las tropas de Jaime I de Aragón, el rey repobló la zona con población aragonesa, sobre todo provenientes de Albarracín, Teruel, Daroca e incluso de Zaragoza. Estos nuevos pobladores trajeron consigo sus costumbres, entre las que destaca su devoción por san Blas que arraigaron por las tierras en las que se establecieron, lo cual explica que san Blas sea el patrón de Burriana. Al poco de llegar a Burriana, y concentrados estos nuevos pobladores en la zona de la calle Mayor, comenzaron a utilizar una ermita (situada a La orilla del río Ana) para dar culto a san Blas, al que poco a poco se le fueron atribuyendo diversos milagros que le llevaron a ser elegido patrón de la población.
Según parece la primera ubicación se realizó en una antigua mezquita, donada poco antes de la conquista por el padre de Jaime I, y adosada a la misma existía un hospital de pobres, que actualmente ya no existe.
Esta antigua ermita se derribó en el año 1882 con la intención de erigir un nuevo templo de mayores dimensiones, que es obra de Salvador Forç, que la construyó sin un estilo definido, aunque puede considerarse que destacan sobre otros los elementos arquitectónicos característicos del neoclasicismo (como ponen de relieve el frontón y el campanario).
La imagen del santo que en la ermita antigua se veneraba fue destruida a principios de la guerra civil española, sustituyéndose por otra moderna, obra de Julio Pascual Rubert Fuster.

## Descripción
El templo es un edificio de difícil catalogación por la indefinición de su estilo, pese a que es considerado fundamentalmente neoclásico por la decoración exterior de su fachada.
Interiormente destaca una tabla policromada con la imagen del santo (que se considera llegó a la ciudad traída de los primeros repobladores aragoneses, y que posiblemente formara parte de la decoración interior del Palacio de la Aljafería de Zaragoza), data del siglo XV y recientemente restaurada, que formó parte de la exposición “Espais de Llum” de la Fundación la Luz de las Imágenes.